# Cs (dwuznak)
Cs – dwuznak występujący w języku węgierskim. Powstała ona z połączenia obu liter, dwuznak został przekształcony z literą C i S. Oznacza ona dźwięk cz, jako spółgłoska łączna zwarto-szczelinowa zadziąsłowa bezdźwięczna [t͡ʃ].